# John J. Lloyd
John J. Lloyd (* 30. Juni 1922 in Dearborn, Michigan, Vereinigte Staaten; † 20. September 2014 in Woodland Hills (Los Angeles), Kalifornien, Vereinigte Staaten) war ein US-amerikanischer Filmarchitekt.

## Leben
Lloyd und seine gesamte Familie verließen ihren Heimatstaat Michigan Mitte der 1920er Jahre und zogen nach Kalifornien, auf der Suche nach einem besseren Leben. Sie kamen in die kalifornische Kleinstadt Ramona (bei San Diego), wo sie sich zunächst niederließen. Lloyd half dort als Jugendlicher seinen Eltern im familieneigenen Kaufmannsladen aus und verdiente sich von Zeit zu Zeit ein Zubrot auf einer Truthahnfarm. Im Laufe der 1930er Jahre übersiedelte die Familie nach Culver City, wo Johns Vater und sein Onkel Jobs in der Filmindustrie (bei MGM) bekamen. John verdiente sich etwas Geld auf dem Flugplatz von Culver City hinzu, indem er die Maschinen wusch. Vor Ort lernte er auch einiges über Flugzeugmechanik. Obwohl während des Zweiten Weltkriegs zu der Marine eingezogen, wurde Lloyd nach Norman versetzt. Dort gab er seine mittlerweile erworbenen Mechanikkenntnisse an junge Marineflieger weiter.
Wieder im Zivilleben, studierte John Lloyd Filmarchitektur am kalifornischen Chouinard Institute. 1948 stieß er zum Film. Lloyd arbeitete zunächst für die Produktionsfirma Republic Pictures als Illustrator und Zeichner und war in diesem Bereich vor allem für die Inszenierungen John Fords zuständig. Mehrfach wurde Lloyd bei Filmen mit John Wayne beschäftigt, darunter „Im Banne der roten Hexe“ (Wake of the Red Witch, 1948) und „Der Sieger“ (The Quiet Man, 1952). In den 1950er Jahren beteiligte sich Lloyd intensiv an der Fortentwicklung von Filmarchitektur in amerikanischen Fernsehproduktionen. In diesem Bereich betreute er seit 1950 zahlreiche TV-Reihen und Serien wie „Studio 57“, „Wagon Train“, „The Millionaire“, „Am Fuß der blauen Berge“, „Riverboat“, „Dezernat M“, „The Tall Man“, „Destry“ sowie die Comedy-Programme von Jack Benny und Bob Hope. Bei der beliebten Thrillerreihe Alfred Hitchcock Presents gestaltete er die Szenenbilder für insgesamt 137 Episoden. Für seine Arbeit an der in den 1960er Jahren auch in Deutschland populären Serie „Checkmate“ erhielt John Lloyd 1961 einen Primetime Emmy. Weitere Emmy-Nominierungen erhielt Lloyd 1957, 1960, 1971 und 1978.
Lloyds erste Einzelproduktion wurde 1964 Don Siegels Fernsehfilm „Einbahnstraße in den Tod“. Bereits im Jahr darauf startete er seine Kino-Tätigkeit. Lloyd war seitdem an einer Reihe von höher- bis hochwertigen Filmen beteiligt, "darunter John Schlesingers Hollywood-Abrechnung „Der Tag der Heuschrecke“, John Landis’ nokturne Irrfahrt „Kopfüber in die Nacht“, John Carpenters Horror-Neuverfilmung „Das Ding aus einer anderen Welt“, die Kultkomödie „Blues Brothers“ sowie die beiden ersten Ausgaben der überaus erfolgreichen Slapstick-Reihe „Die nackte Kanone“." 1990 zog sich John J. Lloyd aus dem Filmgeschäft zurück. Landis, der mehrfach mit Lloyd zusammengearbeitet hatte, äußerte sich über ihn anlässlich dessen Todes: “John Lloyd was a terrific man with a great sense of humor. I was lucky to work with him on ANIMAL HOUSE, THE BLUES BROTHERS and INTO THE NIGHT. John was an old pro and a pleasure to collaborate with”.

## Filmografie
- 1964: Einbahnstraße in den Tod (The Hanged Man, Fernsehfilm)
- 1965: Gespensterparty (Munster, Go Home!)
- 1967: Die mit den Wölfen heulen (The Hell With Heroes)
- 1968: Istanbul Expreß (Istanbul Express) (Fernsehfilm)
- 1969: Colossus (The Forbin Project)
- 1970: How to Frame a Figg
- 1974: Der Tag der Heuschrecke (Day of the Locust)
- 1974: At Long Last Love
- 1976: Der scharlachrote Pirat (Swashbuckler)
- 1976: MacArthur – Held des Pazifik (MacArthur)
- 1976: Ich habe recht und du bist schuld (Thieves)
- 1977: Ich glaub’, mich tritt ein Pferd (National Lampoon’s Animal House)
- 1978: The Bell Jar
- 1978: Der Gefangene von Zenda (The Prisoner of Zenda)
- 1979: Blues Brothers (The Blues Brothers)
- 1980: Der geheimnisvolle Fremde (Raggedy Man)
- 1981: Das Ding aus einer anderen Welt (The Thing)
- 1983: Die Chaotenclique (D.C. Cab)
- 1983: Nur der Tod ist umsonst (The River Rat)
- 1984: Crackers – Fünf Gauner machen Bruch (Crackers)
- 1984: Kopfüber in die Nacht (Into the Night)
- 1984: Maxie (Maxie)
- 1985: Alle Mörder sind schon da (Clue)
- 1985: Spione wie wir (Spies Like Us)
- 1985: Big Trouble in Little China (Big Trouble in Little China)
- 1986: Brenda Starr (Brenda Starr)
- 1986: Critical Conditions (Critical Condition)
- 1987: Der weiße Hai – Die Abrechnung (Jaws – The Revenge)
- 1988: Die nackte Kanone (The Naked Gun: From the Files of Police Squad)
- 1990: Nichts ist irrer als die Wahrheit (Crazy People)
- 1990: Die nackte Kanone 2½ (The Naked Gun 2½: The Smell of  Fear)